# Гопак
Гопа́к — традиційний український народний танець запорізького походження. Назва танцю походить від вигуку «гоп!» під час його виконання, а також слів «гопати», «гупати», «гопкати». Розмір — 2/4. Виконується соло або групами в швидкому темпі з використанням віртуозних карколомних стрибків.
Гопак виник у побуті Війська Запорозького. Спочатку виконувався чоловіками; сучасний гопак танцюють чоловіки й жінки, однак чоловіча партія залишається провідною. У виконанні гопака включаються елементи хореографічної імпровізації: стрибки, присядки, обертання й інших віртуозних танцювальних рухів. Існують різні варіанти гопака — сольний, парний, груповий. Гопак нерідко має величний, героїчний характер. Пісенні й інструментальні мелодії гопака виконуються в народі й як самостійні музичні п'єси. У них панує вільно варійована стопа анапеста.

## Історія

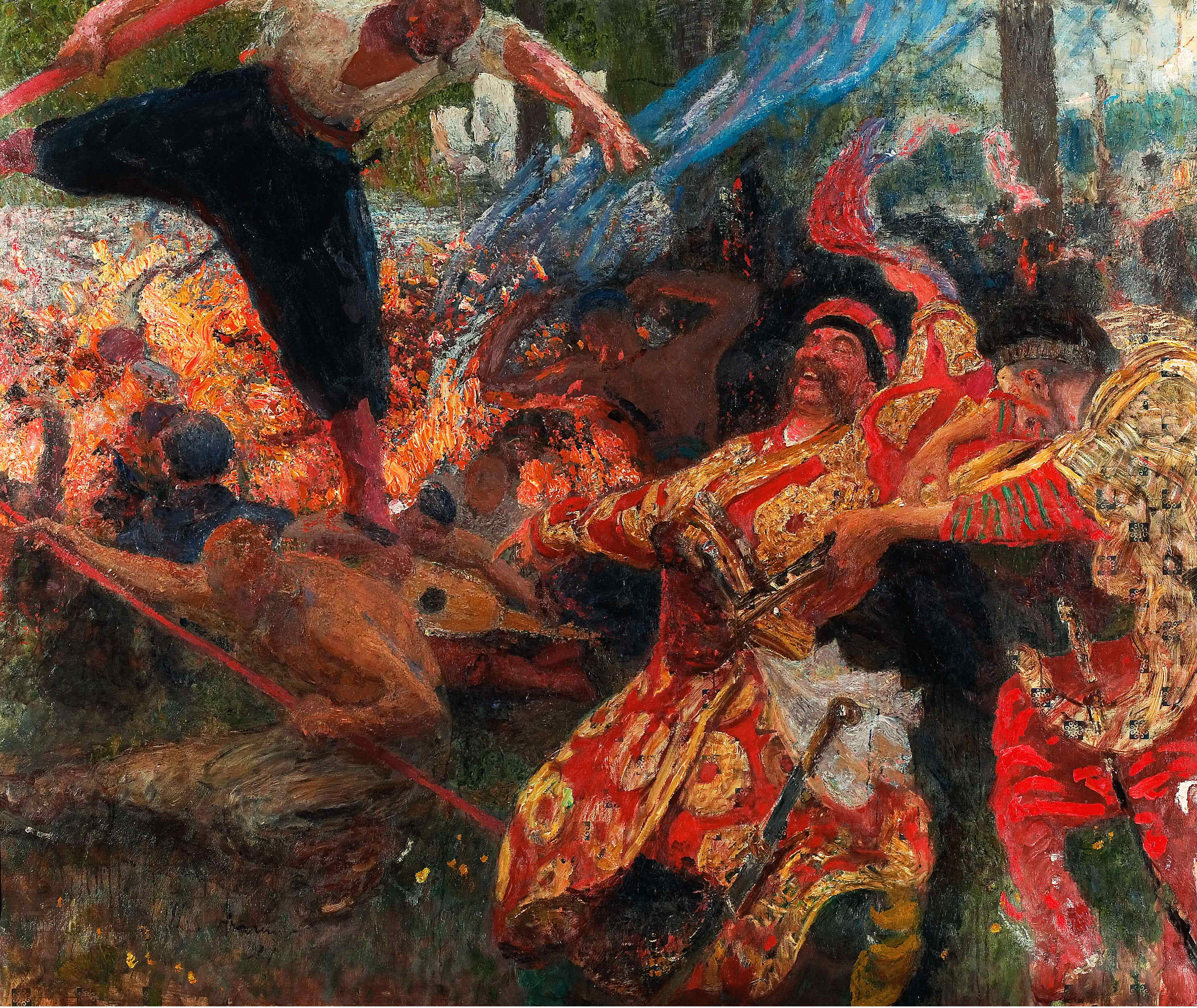
Картина Гопак (Рєпін), 1927 р.

Гопак у давні часи вважався бойовим танцем язичницьких жерців (волхвів), що сприймався як сакральне дійство, зрозуміле для втаємничених, пізніше використаний запорожцями Запорозької Січі у XVI—XVIII ст. Тому, спочатку у ньому брали участь виключно чоловіки. Танець виконувався козаками, які танцювали переважно у парах. Їхній танець — своєрідний діалог, в якому вони демонстрували свій характер, а також силу, мужність. Козаки-танцюристи ставали в коло виконуючи довільні рухи, а їхні товариші підтримували їх вигуками «Гоп!» та «Гей!».
Згодом, після знищення Січі, гопак почали виконувати і дівчата в парі з хлопцями. З плином часу танець вже виконувався групами, в яких були і хлопці і дівчата. Важливо, що цей танець ніколи не виконується наодинці.
У сучасній історії відродження гопака пов'язують з діяльністю П. П. Вірського, який створив у 1937 році ансамбль народного танцю УРСР. На основі класики та традиційного фольклору, він поставив той гопак, котрим до сих пір завершує концерти академічний ансамбль танцю України його імені.

## Сценічні костюми
Костюми, що використовуються в сучасному сценічному гопаку (червоні шаровари, кольоровий пояс, вишита сорочка, взуття з гострими кінцями) не є реальною козацькою формою того часу, але скоріше сценічним відображенням уявлень про козацьке вбрання початку XX сторіччя. Важливо розуміти, що козацтво існувало у різному вигляді протягом кількох сторіч, за які світова мода змінилася не раз. Ні вишита сорочка, ні шаровари не є козацьким одягом, адже за часів Сагайдачного чи Хмельницького просто не існували. Існують поодинокі свідчення кінця XVIII ст. про вбирання козаками широких штанів у якості святкового одягу. Але такий одяг не є зручним для бою чи верхової їзди, якою козаки переважно не займалися. І тим паче не призначалися для ведення бою ногами (так званий «козацький гопак»). Участь жінок у танку виникла лише в його сценічному варіанті. Їхні костюми зазвичай дешево імітують святкове історичне вбрання центральної частини України (плахта, керсетка, червоне взуття, віночок зі стрічками), але перебільшують кожен його елемент заради сценічного ефекту.
Ось як про це писав Микола Савойський: «Гопак був доведений до таких шедеврів, що його витанцьовували пар по десять танцюристів, одягнених у таке вбрання, якого ніколи ніхто не бачив і яке нашому народові ніколи не снилося — включно до білих чобіт на жіноцтві, спідниці по коліна, а намисто… звисало жінці нижче пояса і це звався народний український театр!?»

## Особливості танцю
Особливою рисою є демонстрація сили, спритності, героїзму та шляхетності. Учасники переміщуються парами по колу, а хлопці змагаються у спритності. Дівчата танцюють ліричну частину. У фіналі гопак знову бурхливий та темпераментний. До специфічних рис гопака належить шпагат, що виконується зі стрибком, коли ноги та руки відвернуті в паралельні боки. Також є фігура «павучок», коли танцюрист, сидячи навколішки, спирається на руки, та, ніби відкидаючи ноги вперед, переміщується сценою.
У західних регіонах України трапляється гопак-коло, що виконується групою, замкненою у коло.

## Спорт
Верховна Рада 25 травня 2017 прийняла в другому читанні Закон про національні види спорту, згідно з яким гопак офіційно визнається в Україні видом спорту. Як зазначили депутати, законопроєкт спрямований на розвиток національного відродження, відновлення національно-культурних традицій і патріотичне виховання.

## У музичному мистецтві

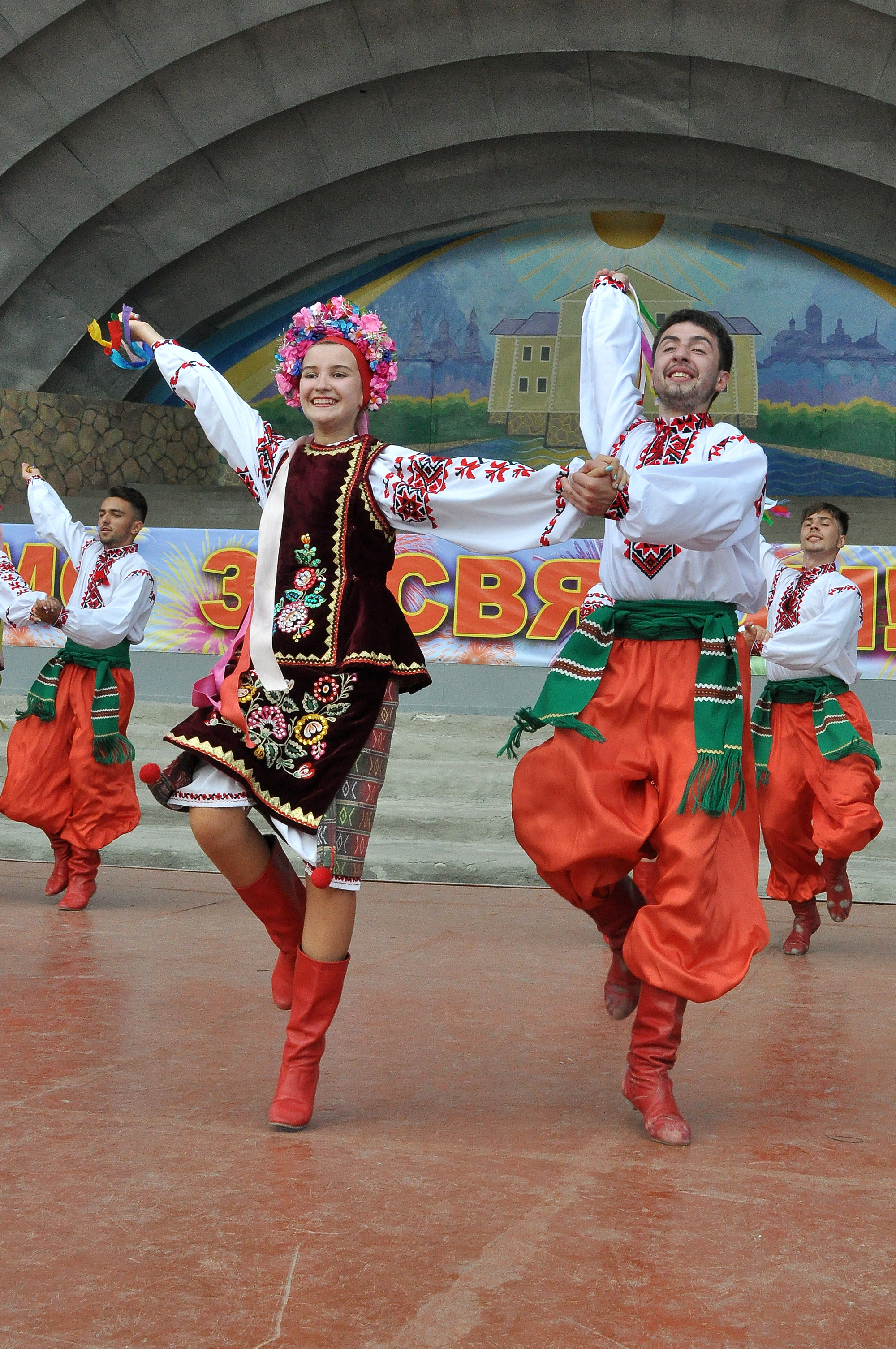
Гопак

У музичному мистецтві 19—20 ст. гопак використовувався українськими та російськими композиторами, зокрема:

### Воперах
- «Запорожець за Дунаєм» Гулака-Артемовського
- «Енеїда» М. Лисенка
- «Майська ніч» М. Римського-Корсакова
- «Сорочинский ярмарок» М. Мусоргського
- «Мазепа» П. Чайковського

### Убалетах
- Гопак із балету «Гаяне» Хачатуряна
- «Конёк-Горбунок» Пуні
- «Тарас Бульба» Соловйова-Сєдого
- «Маруся Богуславка» Свєчнікова

Галерея: Гопак виконує
Національний заслужений академічний ансамбль танцю України імені Павла Вірського

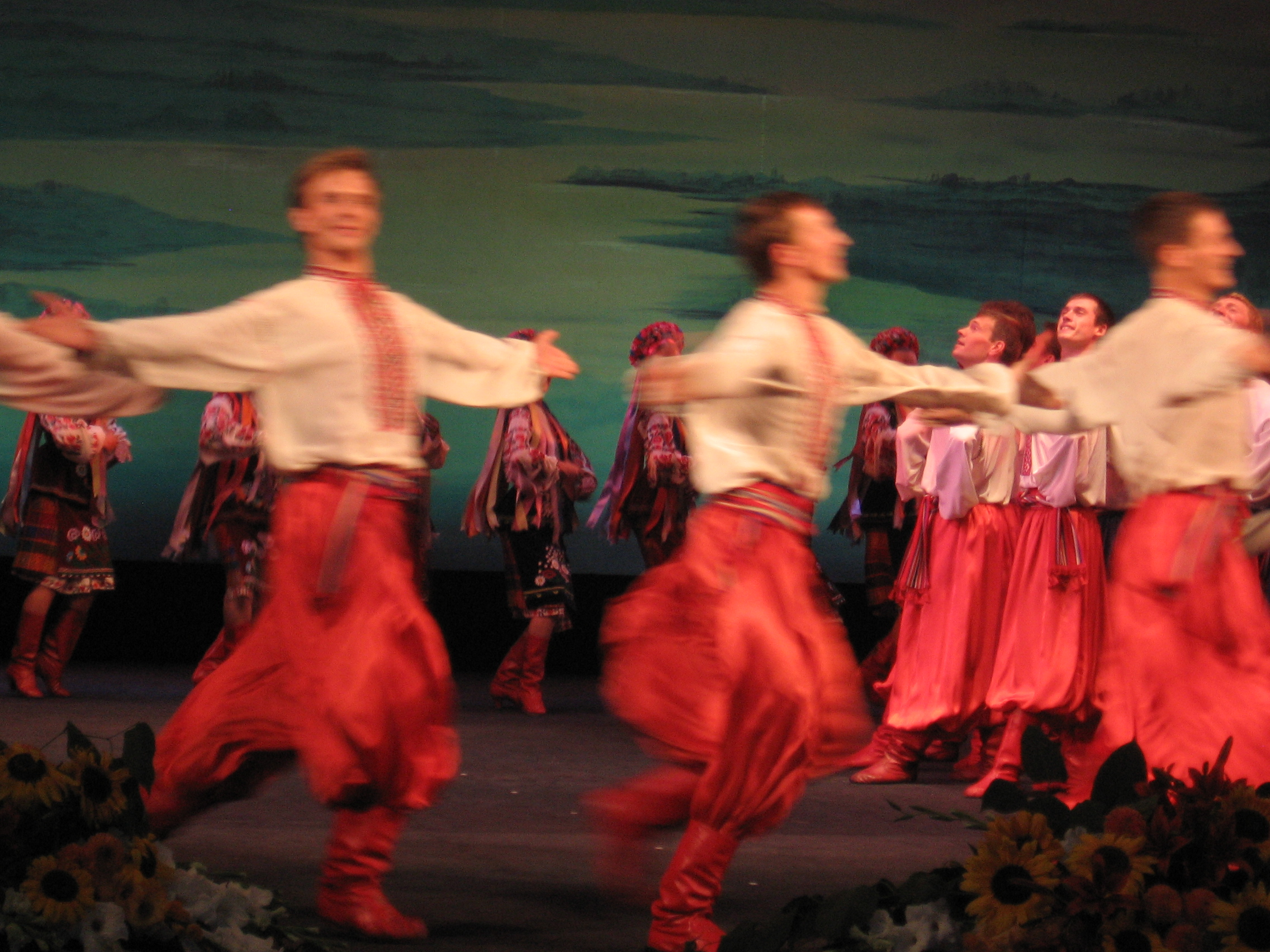
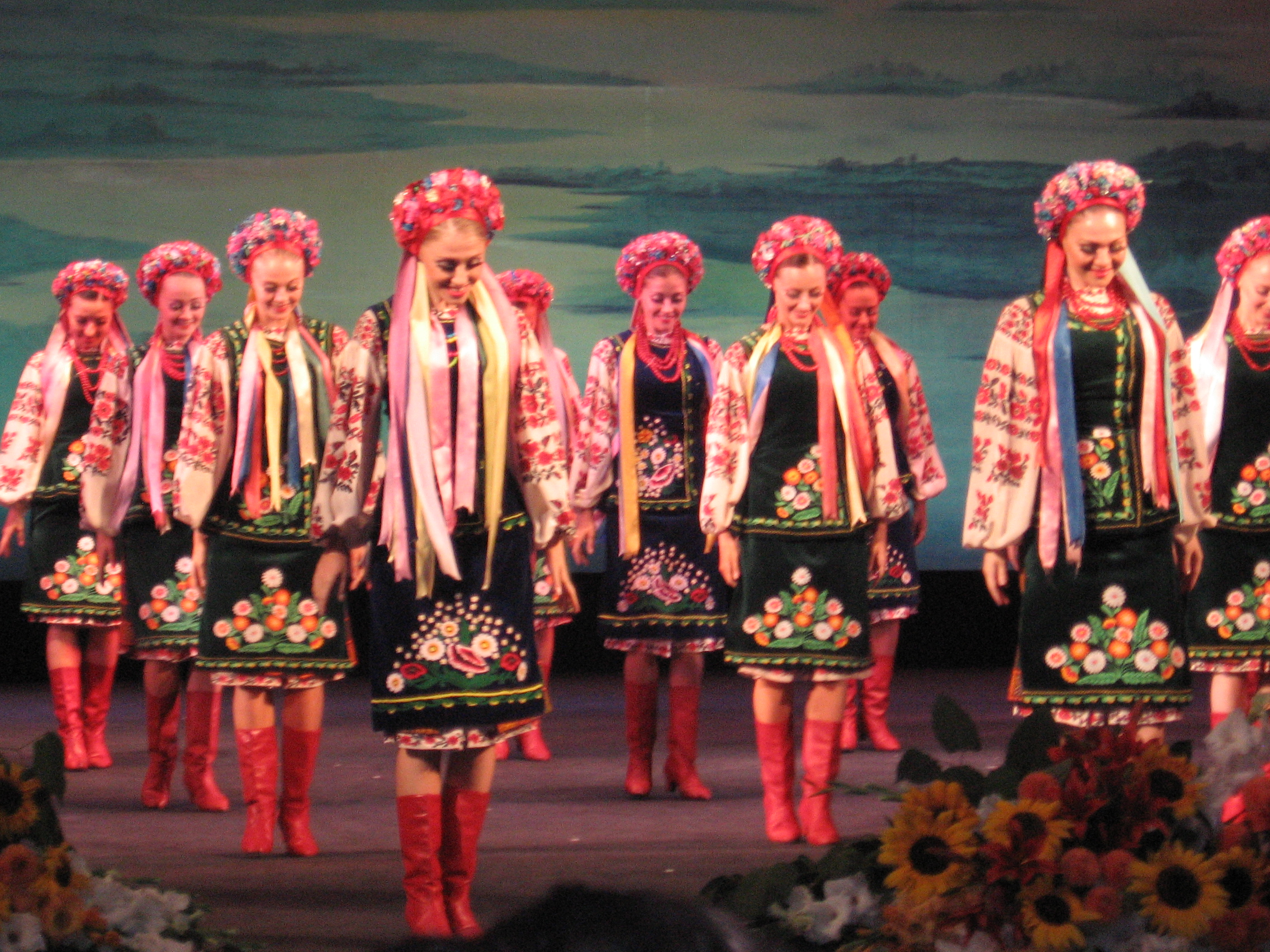
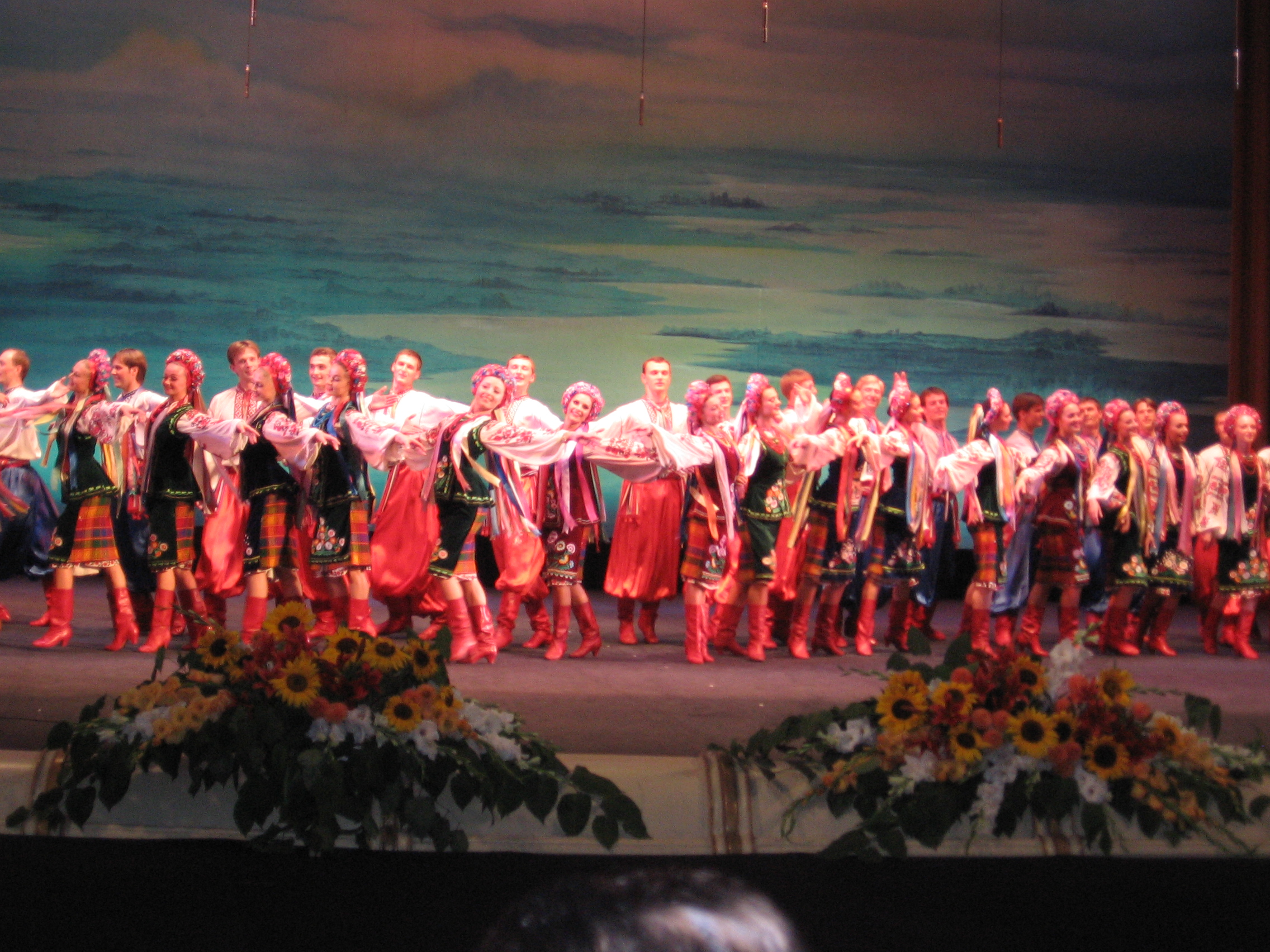
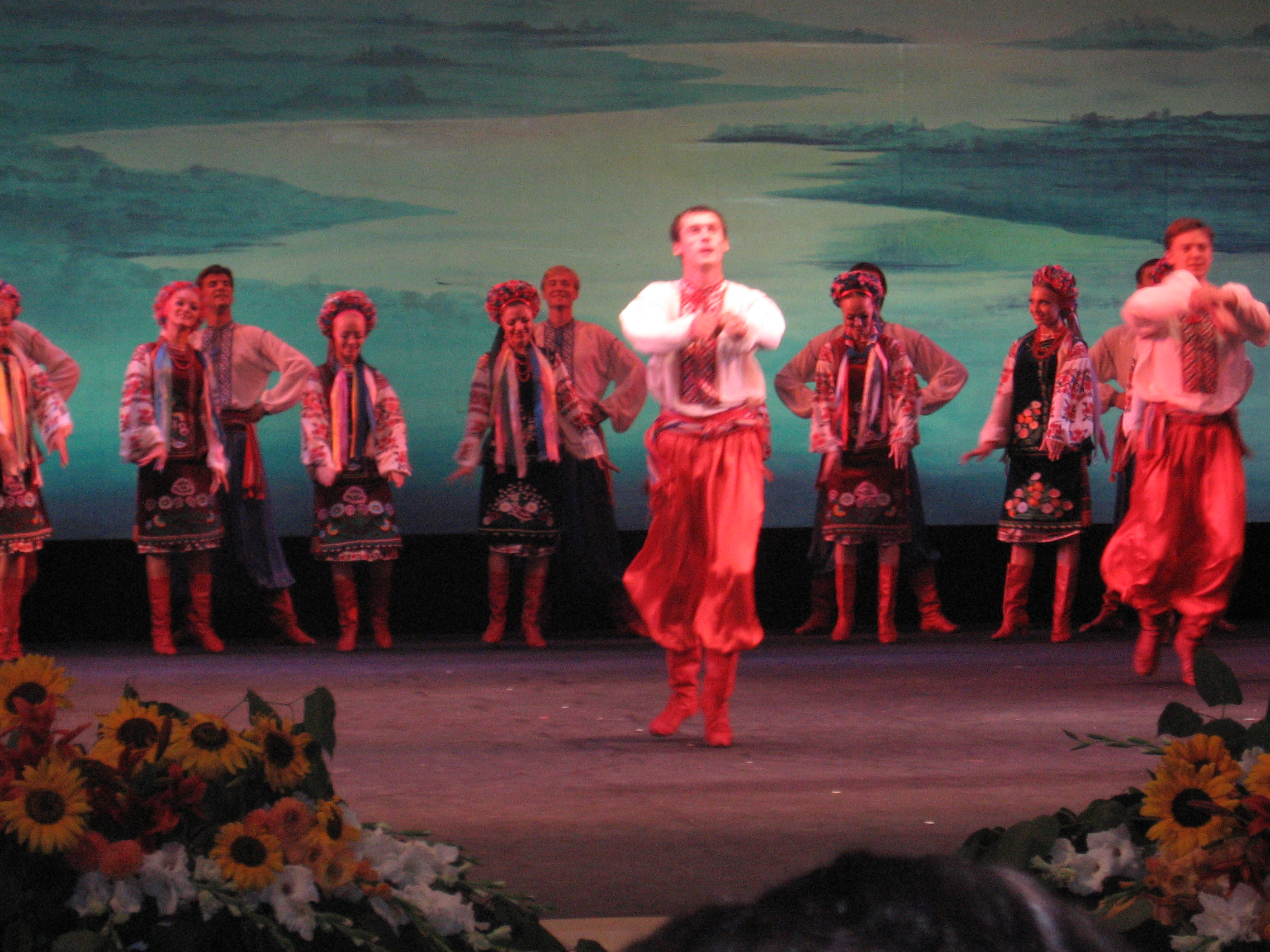

|                                        |  |  |
| Пам'ятна монета НБУ, присвячена гопаку |  |  |